# Compromís de Ceret
El Compromís de Ceret de 24 d'abril del 1669 fou el pacte que tancà la primera revolta del Vallespir.

## Antecedents
La guerrilla de Josep de la Trinxeria, un pagès de la important vila de Prats de Molló, es declarà en rebel·lia contra els ocupants francesos; fou un dels caps dels revoltats. Els revoltats, que foren coneguts com els angelets de la terra, es van escampar per la comarca del Vallespir, amagats sobretot als pobles de Serrallonga i Montferrer el 1667. L'any següent atacaren l'hostal dels Banys on s'allotjaven els gabellots (malnom dels funcionaris que recaptaven la gabella). També tingueren assetjat dins de l'església de Sant Llorenç de Cerdans un sotsveguer anomenat Maniel. Com a resposta, el president del Consell Sobirà, Francesc de Segarra, va enviar-hi una dura expedició de càstig de 300 soldats, i el mes de juliol va oferir una recompensa de cent doblers d'or a qui detingués els resistents. L'expedició, però, fou derrotada al pas del Llop el setembre del 1668 i hagué de recular a Arles. Bons coneixedors del territori, les guerrilles perjudicaren greument les tropes franceses durant aquests anys perseguint i eliminant un bon nombre de cobradors de l'impost de la sal.

## El Compromís de Ceret
Finalment les autoritats de la gabella van pactar la fi de les hostilitats el 24 d'abril del 1669 i el contraban a canvi de permetre la venda de la sal a un preu més baix als municipis del Vallespir. Per aquest pacte, anomenat Compromís de Ceret, els guardes de la sal no farien més inspeccions i s'entendrien amb els "consells" de cada poble per a la venda de la sal.

## Conseqüències
En ser un dels caps de la revolta, Joan Miquel Mestre va exigir el mateix tracte, tot i ser de Vallestàvia, al Conflent. Fou arrestat per atzar el 22 de gener del 1670 pel governador de Prats de Molló, fet que generà la revolta dels veïns de la població que prengueren la seva dona i els fills com a ostatges. Aquests foren bescanviats per l'Hereu Just, el qual d'aquesta manera. va poder escapar.
En aquell moment la revolta no només va recomençar, sinó que fou molt més crua, i les lluites tingueren lloc a tot el Vallespir: el 27 de febrer del 1670 els miquelets o angelets s'apoderaren d'Arles matant-ne el batlle. Poc després assetjaren la capital, Ceret, entre els dies 31 de març i 2 d'abril. A partir de llavors els francesos van enviar un gran exèrcit de 4.000 soldats a les muntanyes que separen el Conflent i el Vallespir per atacar aquesta última comarca per la rereguarda, evitant així ser un blanc fàcil a través de la carretera de la vall. El 5 de maig venceren finalment els angelets al Coll de la Regina, ja que la tècnica guerrillera no podia fer front a un exèrcit complet en una batalla oberta. Alguns van refugiar-se al Principat i d'altres s'amagaren a les muntanyes.